# Mezoregion Noroeste Rio-Grandense

Mezoregion Noroeste Rio-Grandense

Mezoregion Noroeste Rio-Grandense – mezoregion w brazylijskim stanie Rio Grande do Sul, skupia 216 gmin zgrupowanych w trzynastu mikroregionach. Liczy 65.015,40 km² powierzchni.

## Mikroregiony
- Carazinho
- Cerro Largo
- Cruz Alta
- Erechim
- Frederico Westphalen
- Ijuí
- Não-Me-Toque
- Passo Fundo
- Sananduva
- Santa Rosa
- Santo Ângelo
- Soledade
- Três Passos